# Karl Foltz (politik)
Karl Foltz (16. února 1823 Vídeň – 18. dubna 1886 Linec) byl rakouský politik německé národnosti, v 2. polovině 19. století poslanec Říšské rady z Horních Rakous.

## Biografie
Studoval na vídeňské polytechnice. Působil jako zemědělec v Kleinmünchenu, kde vedl vzorový zemědělský podnik. Roku 1862 se přestěhoval přímo do Lince. Od roku 1864 byl tajemníkem zemědělské společnosti. Působil i jako redaktor listu Landwirtschaftszeitschrift für Oberösterreich a napsal několik odborných spisů na agrární témata. Založil městský okrašlovací spolek v Linci, jemuž pak předsedal. V období let 1864–1875 zasedal v obecní radě v Linci, kde zastupoval liberály. Získal Řád Františka Josefa a Zlatý záslužný kříž.
Působil taky jako poslanec Říšské rady (celostátního parlamentu Předlitavska), kam nastoupil ve volbách roku 1879 za kurii městskou v Horních Rakousích, obvod Linec, Urfahr, Ottensheim, Gallneukirchen. Ve volebním období 1879–1885 se uvádí jako Karl Foltz, císařský rada a tajemník hornorakouské zemědělské společnosti, bytem Linec.
Po volbách roku 1879 se uvádí jako ústavověrný poslanec. Na Říšské radě se v říjnu 1879 zmiňuje coby člen staroněmeckého Klubu liberálů (Club der Liberalen).
Zemřel po dlouhé nemoci v dubnu 1886.
Jeho syn Alfred Foltz (narozený roku 1855) byl vrchním inženýrem na rakouském ministerstvu vnitra.